# Aldo Arrostini
Aldo Javier Primango Arrostini – peruwiański zapaśnik walczący w stylu wolnym. Zajął piąte miejsce na mistrzostwach panamerykańskich w 2007. Zdobył srebrny medal na igrzyskach Ameryki Płd. w 2006 roku.